# Okänd soldat (film, 1955)
Okänd soldat (Tuntematon sotilas på finska) är en finsk film från 1955, regisserad av Edvin Laine, och baserad romanen Okänd soldat av Väinö Linna från 1954.
Okänd soldat var 1955 den dittills dyraste finländska filmproduktionen, och har under lång tid varit Finlands mest sedda film genom tiderna. Fram till 2011 hade 2,8 miljoner finländska biografbesökare sett filmen. Sedan 2000 visas filmen årligen av Yle TV2 på Finlands självständighetsdag 6 december.
För flera av skådespelarna i filmen innebar deras medverkan ett lyft i skådespelarkarriären. Detta gällde bland andra Veikko Sinisalo, Åke Lindman och Pentti Siimes.

## Handling
När Sovjetunionen 1941 anfölls av Tyskland, drogs även Finland med i kriget mot Sovjetunionen. När kriget var ett faktum, försökte Finland återta land som Sovjetunionen erövrat under det föregående vinterkriget. Filmen utspelar sig under detta så kallade fortsättningskriget, 1941–1944. Handlingen utspelar sig i en finsk kulsprutepluton där kamratskap och hjältemod ställs i bjärt kontrast mot krigets vansinne.

## Rollista (urval)
- Kosti Klemelä – Koskela
- Heikki Savolainen – Hietanen
- Reino Tolvanen – Rokka
- Veikko Sinisalo – Lahtinen
- Åke Lindman – Lehto
- Pentti Siimes – Määttä
- Leo Riuttu – Vanhala
- Kaarlo Halttunen – Rahikainen